# Eumesembrinella pauciseta
Eumesembrinella pauciseta är en tvåvingeart som beskrevs av Aldrich 1922. Eumesembrinella pauciseta ingår i släktet Eumesembrinella och familjen spyflugor. Inga underarter finns listade i Catalogue of Life.